# Pinus leiophylla
Pinus leiophylla — вид сосни широко відомий як Сосна чивавська (за назвою штату Мексики Чіуауа або Чивава) (у Мексиці знана як «tlacocote» і «ocote chino»).
Являє собою дерево з ареалом, що охоплює в першу чергу Мексику, з невеликим поширенням в США на південному сході Аризони і південному заході Нью-Мексико. Мексиканський діапазон простягається уздовж Сьєрра-Мадре Західна і Сьєрра-Мадре-дель-Сур від Чіуауа до Оахаки, від 29 ° північної широти до 17 °, на висоті від 1600 до 3000 метрів над рівнем моря. Цей вид потребує приблизно від 600 до 1000 мм опадів на рік, в основному влітку. Добре переносить морози взимку.